# بخش نسکند
بخش نسکند در شهرستان سرباز در استان سیستان و بلوچستان در جلسه هیئت دولت در تاریخ ۱۳ آذر ۹۸ ایجاد گردید.